# The Tango (film 1913)
The Tango è un cortometraggio muto del 1913 diretto da Frank Wilson.

## Trama
Due ballerini parigini di tango mostrano gli errori più comuni fatti nella danza e la versione per le sale da ballo.

## Produzione
Il film fu prodotto dalla Hepworth.

## Distribuzione
Distribuito dalla Hepworth, il film - un cortometraggio di 152 metri - uscì nelle sale cinematografiche britanniche nel dicembre 1913.
Si conoscono pochi dati del film che, prodotto dalla Hepworth, fu distrutto nel 1924 dallo stesso produttore, Cecil M. Hepworth. Fallito, in gravissime difficoltà finanziarie, il produttore pensò in questo modo di poter almeno recuperare il nitrato d'argento della pellicola.